# Marco Motta
Pour les articles homonymes, voir Motta.
Marco Motta (né le 14 mai 1986 à Merate, dans la province de Lecco, en Lombardie) est un footballeur italien évoluant au poste de défenseur latéral droit.

## Biographie

### Club
Marco Motta commence sa carrière dans le modeste club du FC Usmate. Il est ensuite repéré et rejoint l'Atalanta Bergame à ses 15 ans.
Il dispute son 1er match en Serie A avec cette même équipe, le 9 janvier 2005 contre l'AS Rome. Après 19 matchs de championnat en 2004-2005, il est cédé en copropriété à l'Udinese. Lors de sa première année il se blesse après 6 matchs disputés et 1 but marqué. En 2006-2007, il apparaît 16 fois. 
Puis il est prêté successivement à l'AS Rome puis à la Juventus Turin.
Il rejoint Watford FC en 2015 où il sera libéré de son contrat. Le 13 février 2016, il rejoint Charlton Athletic.

## Carrière

### Club
Il est issu du centre de formation de l'Atalanta Bergame.
- 2004-2005 :  Atalanta Bergame 19 (0)
- 2005-2009 :  Udinese Calcio 22 (1)
  - 2007-2008 :  Torino FC 24 (1) (prêt)
  - jan.2009-2009 :  AS Rome[2]  (prêt)
- 2009-2010 :  AS Rome
- 2010-2011 :  Udinese
  - 2010-2011 :  Juventus Turin (prêt)
- depuis 2011 :  Juventus Turin
  - jan.2012-2012 :  Calcio Catane (prêt)
  - depuis 2012 :  Bologne (prêt)
- depuis 2013 :  Juventus Turin
  - depuis jan. 2014 :  Genoa CFC (prêt)

### Sélection
- 2002 :  Italie -16 ans
- 2002-2003 :  Italie-17 ans
- 2003-2004 :  Italie-18 ans
- 2003-2004 :  Italie-19 ans
- 2006 :  Italie -20 ans
- 2005-2008 :  Italie espoirs

## Palmarès
- Watford
  - Championship (D2)
    - Vice-champion : 2015